# Cristóbal Balenciaga

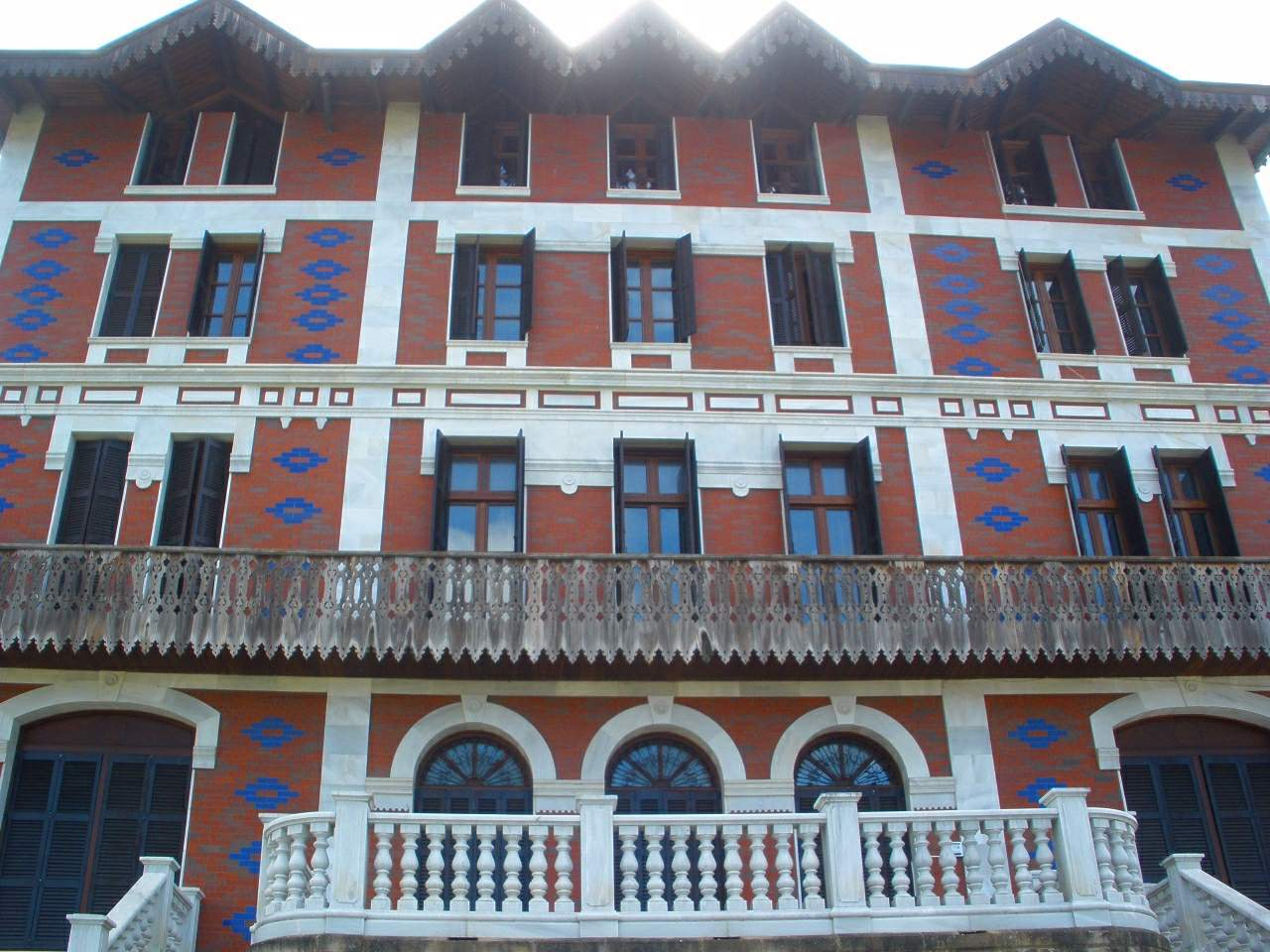
A Cristobal Balenciaga Múzeum a getariai Aldamar Palotában

Cristóbal Balenciaga Eizaguirre (Getaria, Spanyolország,1895. január 21.  – Xàbia, Spanyolország,1972. március 23.) baszk divattervező, a Balenciaga divatház vezérigazgatója. Megalkuvást nem ismerő divattervező hírében állt, és úgy emlegették, mint "a mi mindannyiunk mestere".
2011 óta a szülőfalujában, Getariában a kifejezetten erre a célra épített Museo Balenciaga mutatja be munkásságának egyes darabjait. A gyűjtemény 1200 darabja közül sokat tanítványa, Hubert de Givenchy és olyan megbízók ajándékoztak a kollekcióba, mint Grace Kelly.